# Marienkirche (Stelzen)

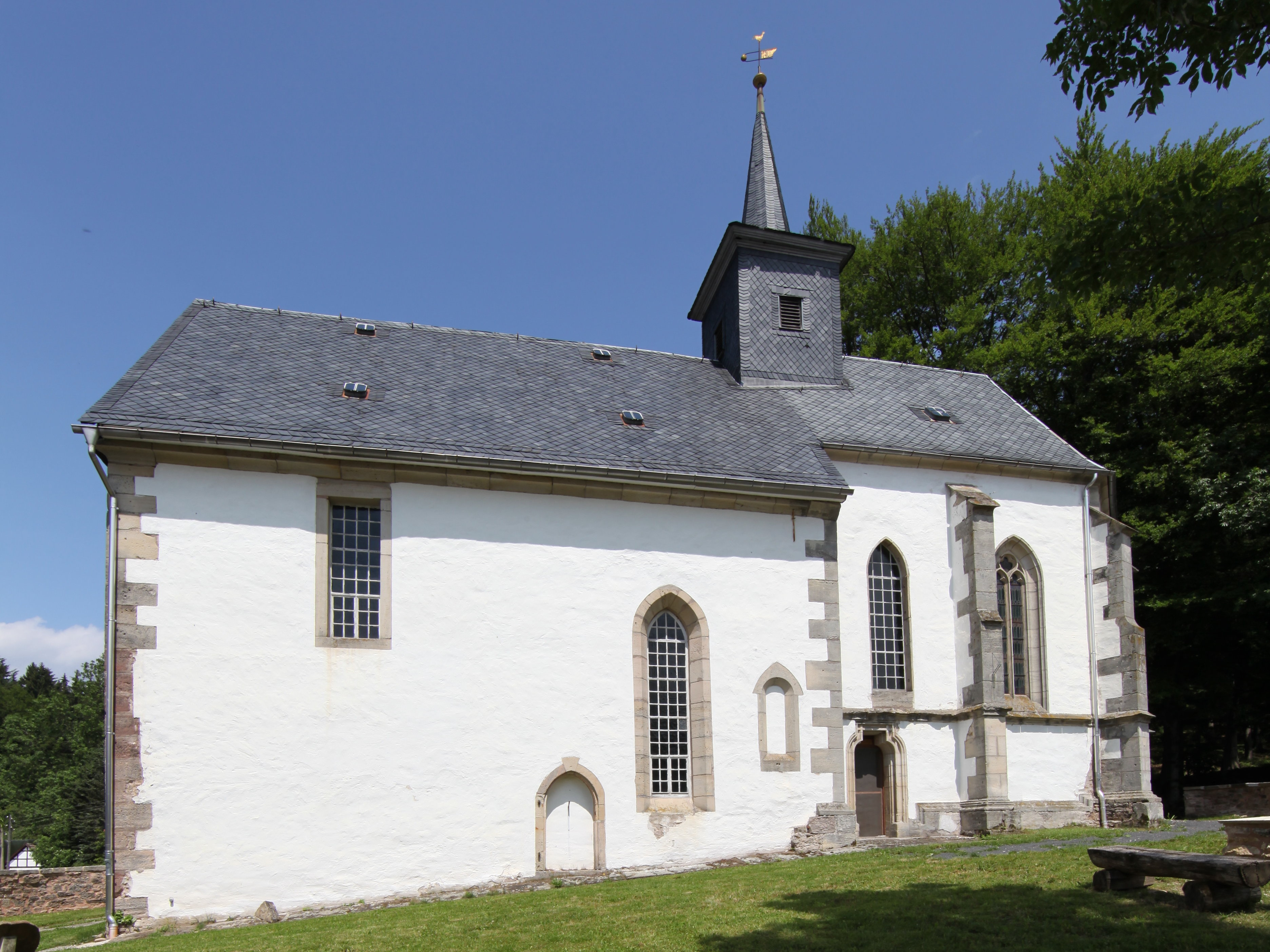
St. Marien, Stelzen

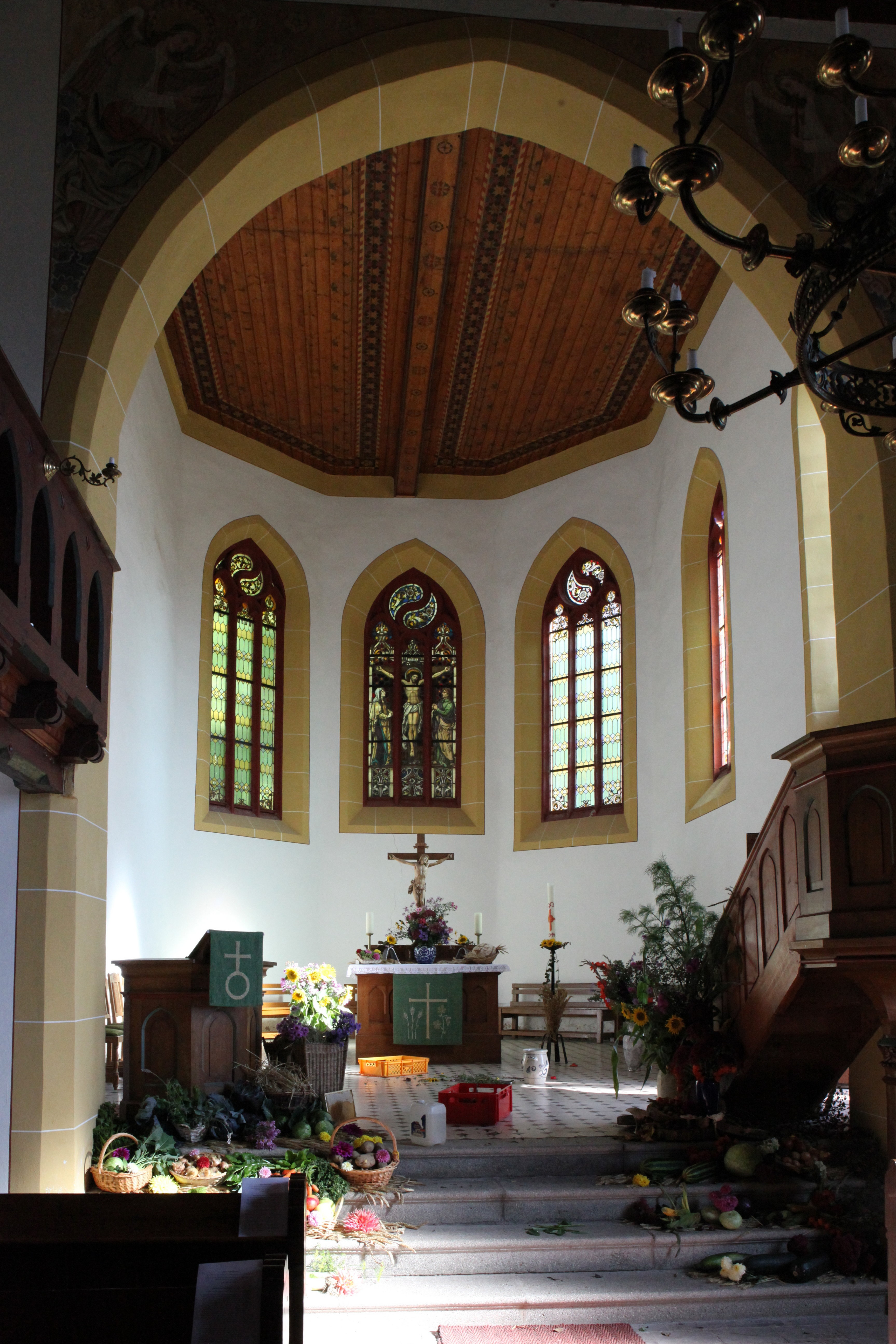
Chor

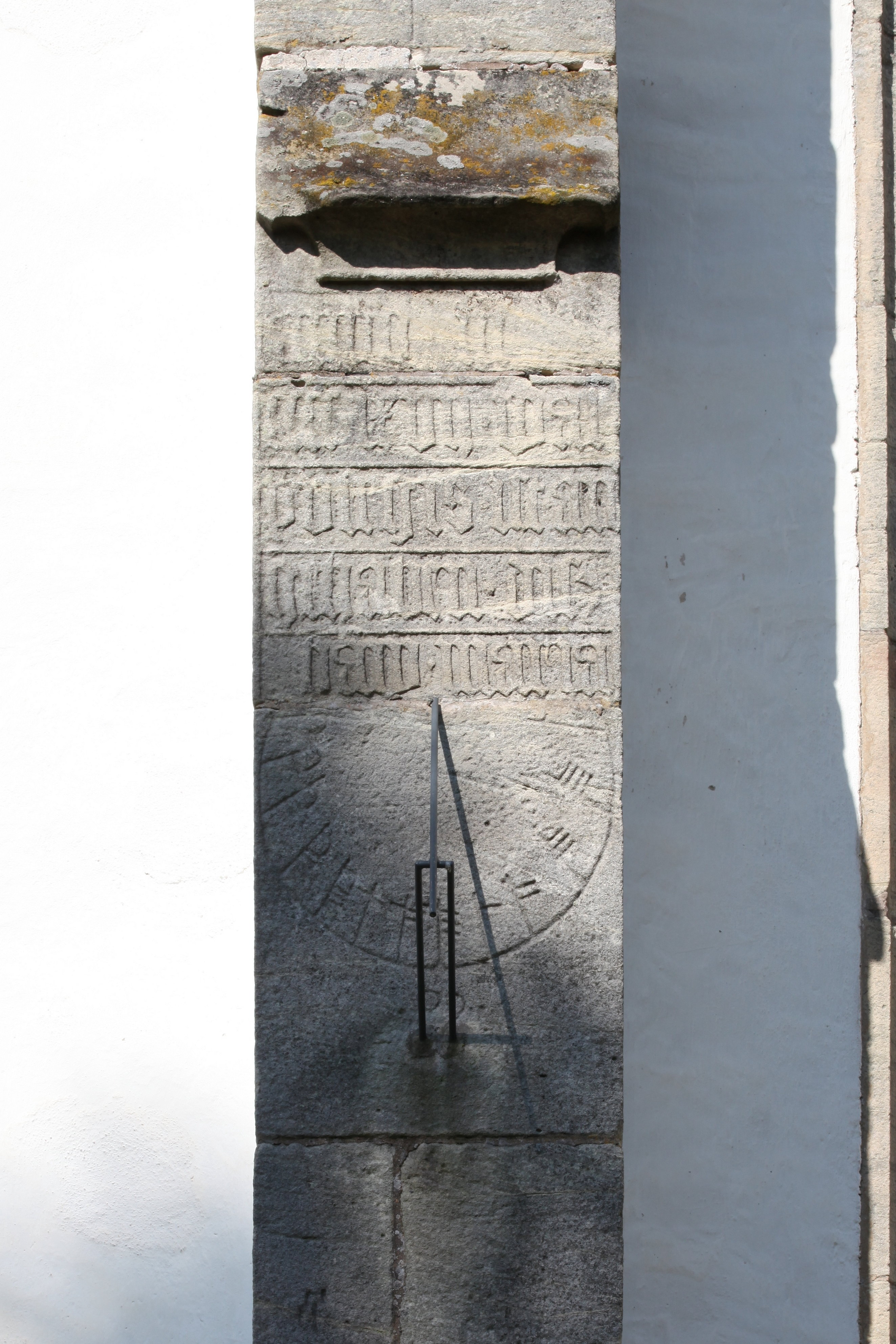
Strebepfeiler mit Inschrift und Sonnenuhr

Die evangelisch-lutherische Marienkirche befindet sich in Stelzen, einem  Ortsteil der Stadt Eisfeld im Landkreis Hildburghausen (Thüringen), neben der Itzquelle. Das denkmalgeschützte Bauwerk stammt in seinem Kern aus dem 14. Jahrhundert.

## Geschichte
Die Marienkirche geht auf eine Wallfahrtsstätte bei der Itzquelle und Itzgrotte zurück. Teile der Kirche, wie die Sakristei mit einem rippenlosen Kreuzgewölbe, stammen noch aus dem 14. Jahrhundert. Belegt ist das Jahr 1467 für eine Erweiterungsbaumaßnahme. 1524/25 wurde die Reformation eingeführt und nach dem Dreißigjährigen Krieg verlor Stelzen endgültig seine Bedeutung als Wallfahrtsort.

## Gestaltung
Die spätgotisch gestaltete Kirche hat gotische Spitzbögen, Profile und Pfeiler. Die weiß verputzte Fassade ist mit Sandsteinen gegliedert. Auf dem mit Schiefer gedeckten Dach steht ein kleiner Dachreiter mit quadratischem Grundriss und einem achteckigen Spitzhelm sowie aufgesetzter Turmzier. Der von einer Flachdecke überspannte Innenraum gliedert sich in das Langhaus und den durch einen Triumphbogen getrennten, relativ großen Chor mit Spitzbogenfenstern mit Maßwerk. Der Chorraum hat eine sehr gute Akustik für den liturgischen Gesang.
Zur Ausstattung gehört neben dem sandsteinernen Taufstein aus dem 16. Jahrhundert ein Bildnis des Pfarrers Rudolf Seeger, der nach dem Dreißigjährigen Krieg tätig war und im Chor beerdigt ist. Die am südlichen Triumphbogenpfeiler stehende Kanzel, die eingeschossige, hölzerne Empore und die Bänke stammen aus dem Ende des 19. Jahrhunderts. Damals wurden die Kirchendecke und Teile an den Emporen mit Schablonenmalerei versehen. Anfang der 1990er Jahre wurden im Rahmen einer farblichen Rekonstruktion des Innenraums zu beiden Seiten des Triumphbogens Fresken aus der Mitte des 19. Jahrhunderts freigelegt. Die kleine pneumatische Orgel mit elf Registern auf zwei Manualen und Pedal wurde 1911 von dem Orgelbaumeister Johannes Strebel gebaut, unter Verwendung von Teilen des Gehäuses der Vorgängerorgel der Gebrüder Hofmann aus Neustadt von 1868. Zuvor hatte die Kirche bereits im Altarraum eine Orgel von Johann Christian Dotzauer aus dem Jahr 1739 und eine des Orgelbauers Krapp von 1673 besessen.
Zwei Eisenhartgussglocken aus dem Jahr 1956 und eine im Jahr 1922 gegossene Bronzeglocke hängen im Dachboden.
An einem südlichen Strebepfeiler befindet sich eine gut erhaltene lateinische Inschrift im Stein: ANNO•MCCCCLXVII•WAL-PURGIS•IST•ANGEHABEN•Diß•BAW•MARIA• (Im Jahr 1467 am Tage Walpurgis ist angefangen dieser Bau zu Ehren der Maria). Darunter ist eine Sonnenuhr mit einer Besonderheit vorhanden. Deren im Halbkreis angeordneten Stundenziffern 5 bis 12 und 1 bis 4 haben die Steinmetze als sogenannte Holmzeichen, auch steirische Zahlzeichen oder Zimmermannszahlen genannt, in den Sandstein gearbeitet.